# Tossal de la Servereta
El Tossal de la Servereta és una muntanya de 388 metres que es troba al municipi de Maials, a la comarca catalana del Segrià.